# Висовень Василь Іванович
Висовень Василь Іванович, (* 22 червня 1941, Носівка — 21 листопада 2007, Харків) — український актор. Народний артист України (1997). Актор Харківського академічного драматичного театру ім. Т. Г. Шевченка.

## Життєпис
Народився у місті Носівка.
Випускник Носівської середньої школи № 1. Вперше дебютував у шкільній виставі «Гонта в Умані».
По завершенню школи вступив на заочне відділення Комунарського гірничометалургічного інституту. Працював у доменному цеху.
Брав участь у самодіяльному театрі. Після цього вирішив вступати до театрального інституту у Харкові.
Навчання перервалося службою у лавах армії, однак після звільнення у запас він завершив навчання.
Подальше життя Василя Висовеня було пов'язане із Харківським драматичним театром ім. Тараса Шевченка. З 1969 року він був у театрі ведучим актором.
Основними його ролями були: Старшина Васьков у «А зорі тут тихі…», Гнат у «Назарі Стодолі», Глоба у «Російських людях», Браун у «Тригрошовій опері», Кларенс у «Річарді III», Лейзер у «Тев'є-молочарі», Маккласкі у «Хрещеному батькові», Глостер у «Королі Лірі», Прокіп у «За двома зайцями», Михайло у «Украденому щасті», Кандор у «Макбеті» Йонеско та багато інших.
Був одним із перших акторів театру, що 1987 року почали виступати на малій сцені.
Помер і похований 25 листопада 2007 року у Харкові.

## Джерело
- Фурса В. М. «Славні імена Носівщини». — Ніжин: ТОВ "Видавництво «Аспект-Поліграф», 2009. — 200 с. : іл. ISBN 978-966-340-357-1